# Giuseppe Gavazzi
Giuseppe Gavazzi (Milano, 27 maggio 1831 – Desio, 3 maggio 1913) è stato un numismatico italiano.

## Biografia
Gavazzi fu industriale e agricoltore, e, oltre a ricoprire cariche pubbliche, sia a Milano sia a Valmadrera, si dedicò allo studio della storia e della numismatica. 
Nel 1888 Solone Ambrosoli lo chiamò a fare parte della neonata Rivista italiana di numismatica e nel 1892 fu tra i soci fondatori della Società Numismatica Italiana. 
Collezionista di monete di Milano e della Lombardia, rivolse i suoi studi a queste, trattando sia la monetazione longobarda sia le monete di Milano nel periodo delle signorie.

## Pubblicazioni numismatiche
- A proposito delle monete di Giancarlo Visconti, in Rivista italiana di numismatica, Milano, 1888.
- Ricerca del fiorino d'oro di Giangaleazzo Visconti, in Rivista italiana di numismatica, Milano, 1888.
- Congetture sull'attribuzione di alcuni tremissi longobardi, in Rivista italiana di numismatica, Milano, 1890
- Un curioso ritrovamento monetale, in Rivista italiana di numismatica, Milano 1900.
- Monete dei Marchesi del Carretto, in Rivista italiana di numismatica, Milano, 1902.